# Один (гора)
Один (англ. Mount Odin) — горная вершина на острове Баффинова Земля. Расположена в национальном парке Ауюиттук, в 46 км севернее Пангниртунга, южнее горы Асгард. Высота над уровнем моря составляет 2143 метров. Один самая высокая вершина гор Баффин и острова Баффинова Земля и пятая по высоте вершина в Нунавуте. Но по топографическому превышению (относительной высоте) вершина является третьей в Нунавуте.
Гора названа именем главного языческого бога скандинавов.
Первое восхождение совершено в 1931 году.
|  |  |  |